# Liste von Dominikanerklöstern in Irland
Die Liste der Dominikanerklöster in Irland umfasst Klöster des Dominikanerordens in Irland. Die meisten der Gebäude sind heute Ruinen.
Die Liste ist zweigeteilt: im ersten Teil werden die Klöster aufgeführt, die in der deutschen Wikipedia bereits einen Artikel haben. Im zweiten Teil werden weitere Klöster aufgeführt.
Falls ein Eintrag in der Datenbank des irischen „National Monument Service“ vorhanden ist, so wird ein Link darauf angegeben. Die Liste ist nicht vollständig.

## Liste der Klöster
| Ort                       | County    | Bezeichnung            | Erbaut        | Genutzt bis | Weitere Informationen                                                                            | Bild           |
| ------------------------- | --------- | ---------------------- | ------------- | ----------- | ------------------------------------------------------------------------------------------------ | -------------- |
| Aghaboe                   | Laois     | Kloster Aghaboe        | 540 1234 1382 | 1540        | Im 6. Jh. Kloster der frühchristlichen Kirche 1234 Augustiner-Chorherren 1382 Dominikanerkloster | weitere Bilder |
| Athenry                   | Galway    | Kloster Athenry        | 1241          | 1698        |                                                                                                  | weitere Bilder |
| Ballindoon                | Sligo     | Kloster Ballindoon     | 1507          | 1585        | In ländlicher Gegend, nicht wie oft üblich in Stadt                                              | weitere Bilder |
| Burrishoole               | Mayo      | Kloster Burrishoole    | 1469          | 1606        | In der Nähe von Newport, nach Auflösung noch einige Zeit genutzt                                 | weitere Bilder |
| Cashel                    | Tipperary | Dominic’s Abbey        | 1243          | 1540        |                                                                                                  | weitere Bilder |
| Cloonameehan (Rinnarogue) | Sligo     | Kloster Cloonameehan   | 1488          | 1540        | Zwischen Ballymote und Tobercurry                                                                | weitere Bilder |
| Kilkenny                  | Kilkenny  | Black Abbey (Kilkenny) | 1225          |             | Einziges mittelalterliche Kloster der Dominikaner, das noch besteht                              | weitere Bilder |
| Kilmallock                | Limerick  | Kloster Kilmallock     | 1291          | 1648        |                                                                                                  | weitere Bilder |
| Rathfran                  | Mayo      | Kloster Rathfran       | 1274          | 1577        | Bei Killala Mönche verblieben (mit Unterbrechungen) bis Ende des 18. Jh.                         | weitere Bilder |
| Sligo                     | Sligo     | Sligo Abbey            | 1253          | 1750        | Mehrmals verwüstet, zerstört; aufgelöst ca. 1590, genutzt bis in das 18. Jh.                     | weitere Bilder |
| Strade                    | Mayo      | Kloster Strade         | 1254          | 1578        |                                                                                                  | weitere Bilder |

## Bilder weiterer Dominikanerklöster

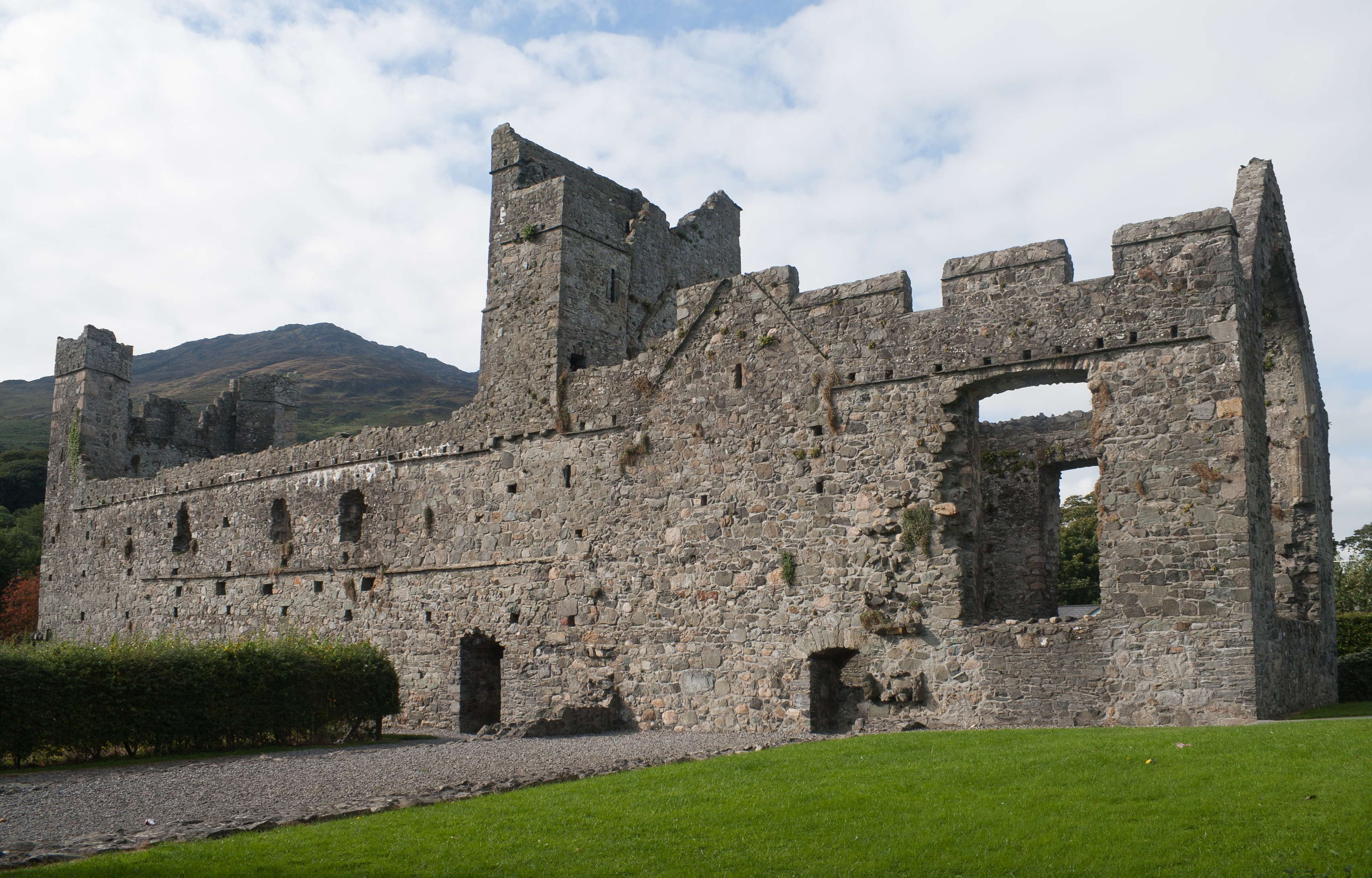
Carlingford, County Louth
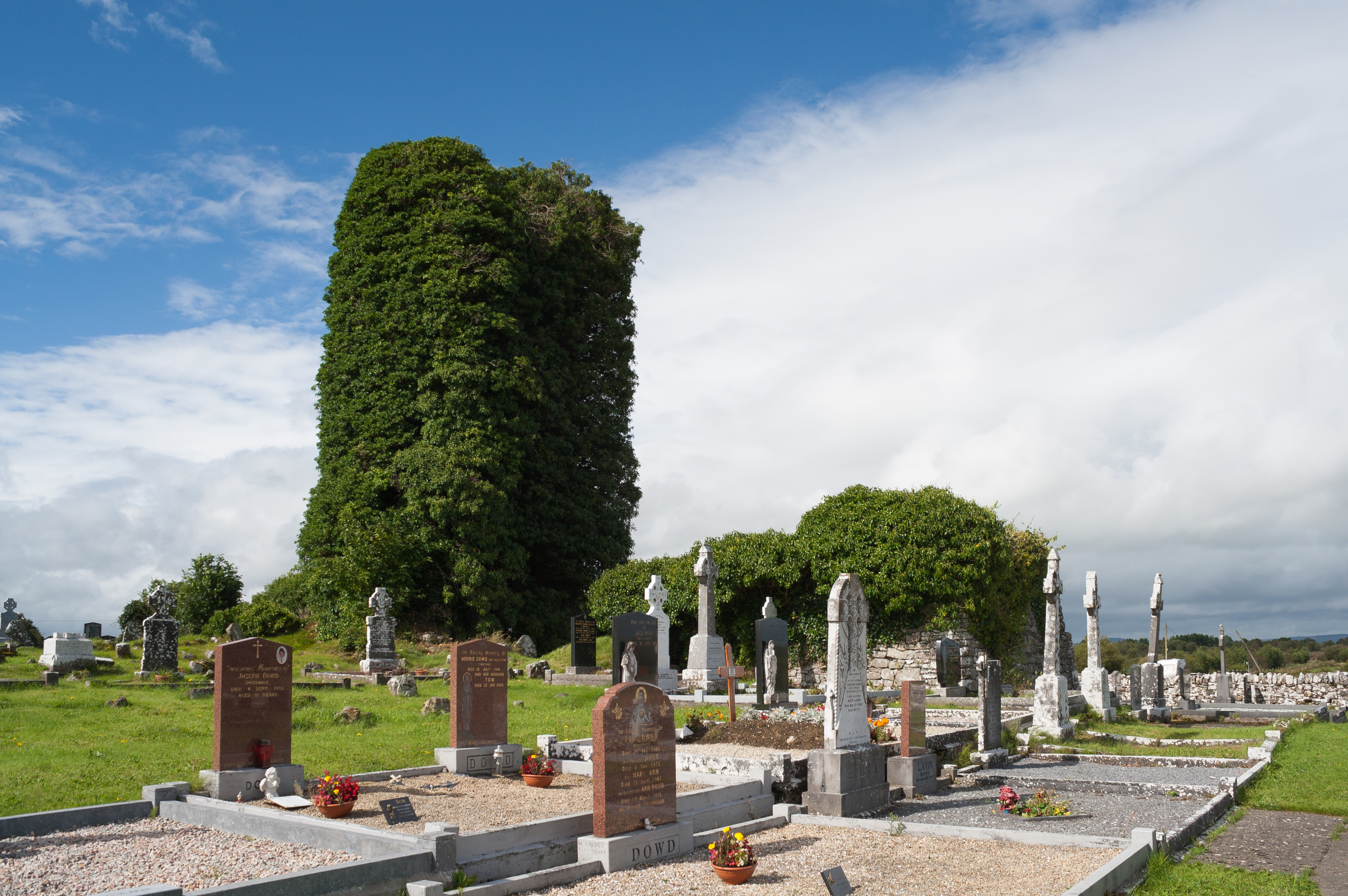
Cloonshanville, County Roscommon
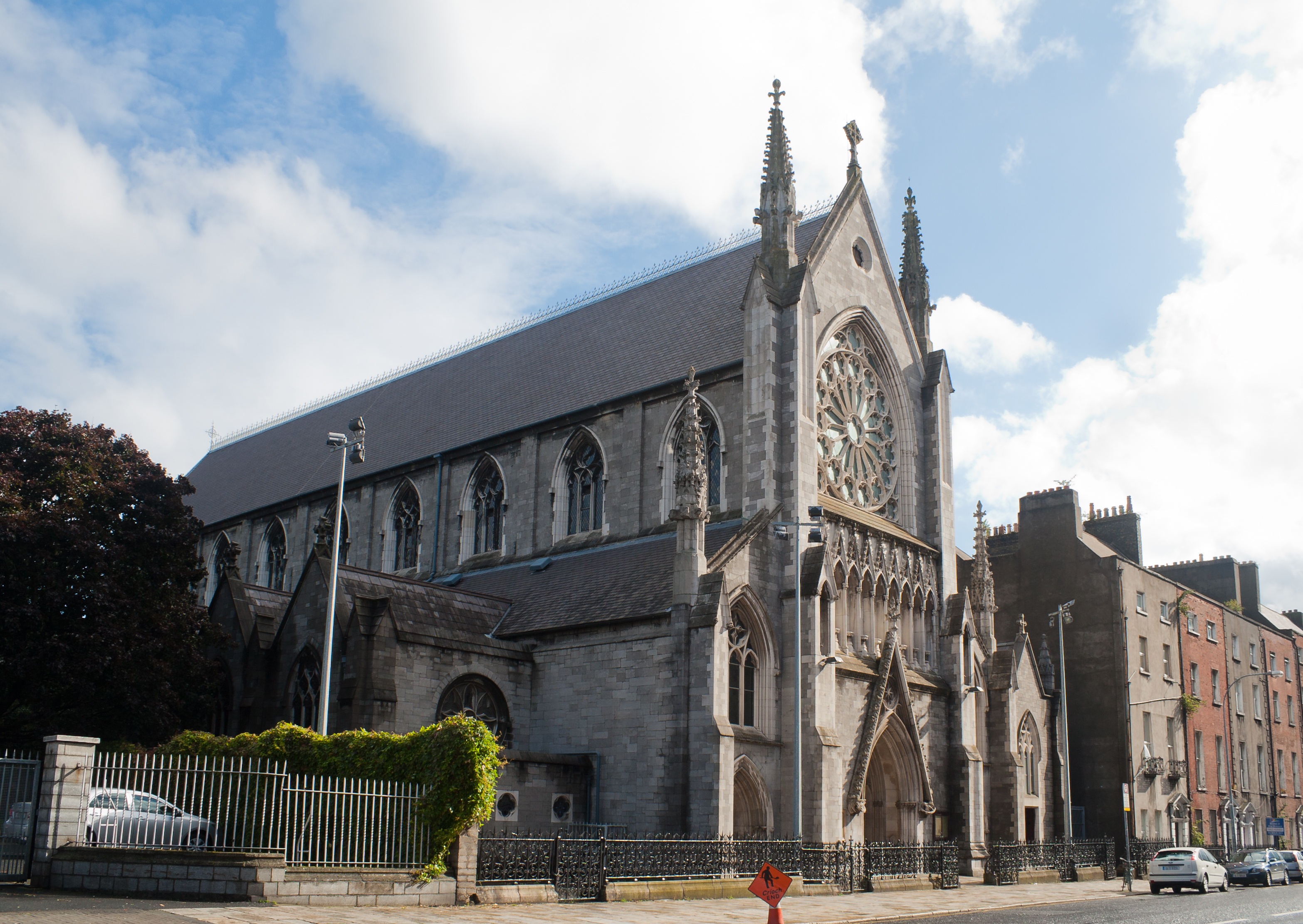
Dublin, County Dublin
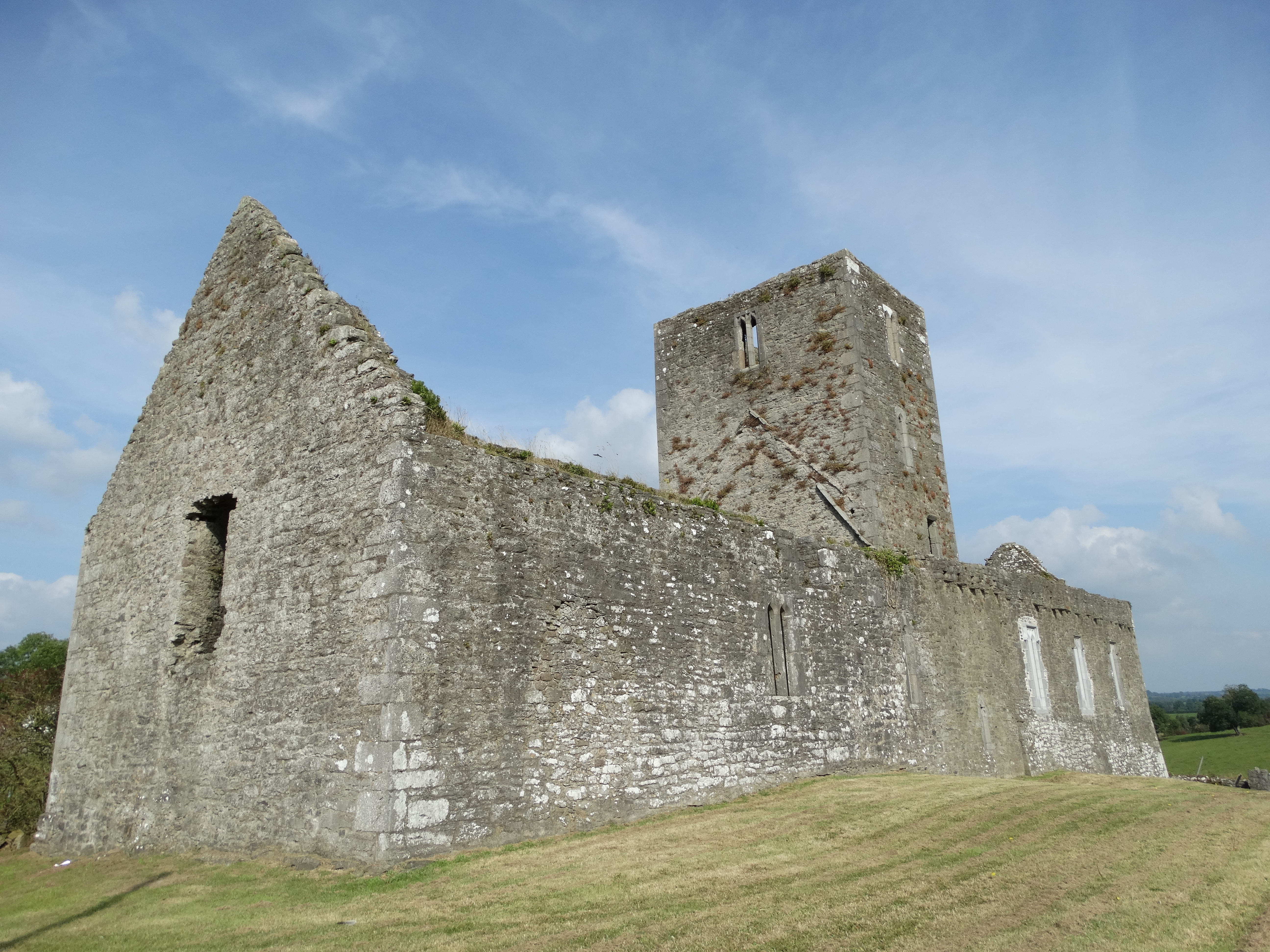
Glanworth, County Cork,
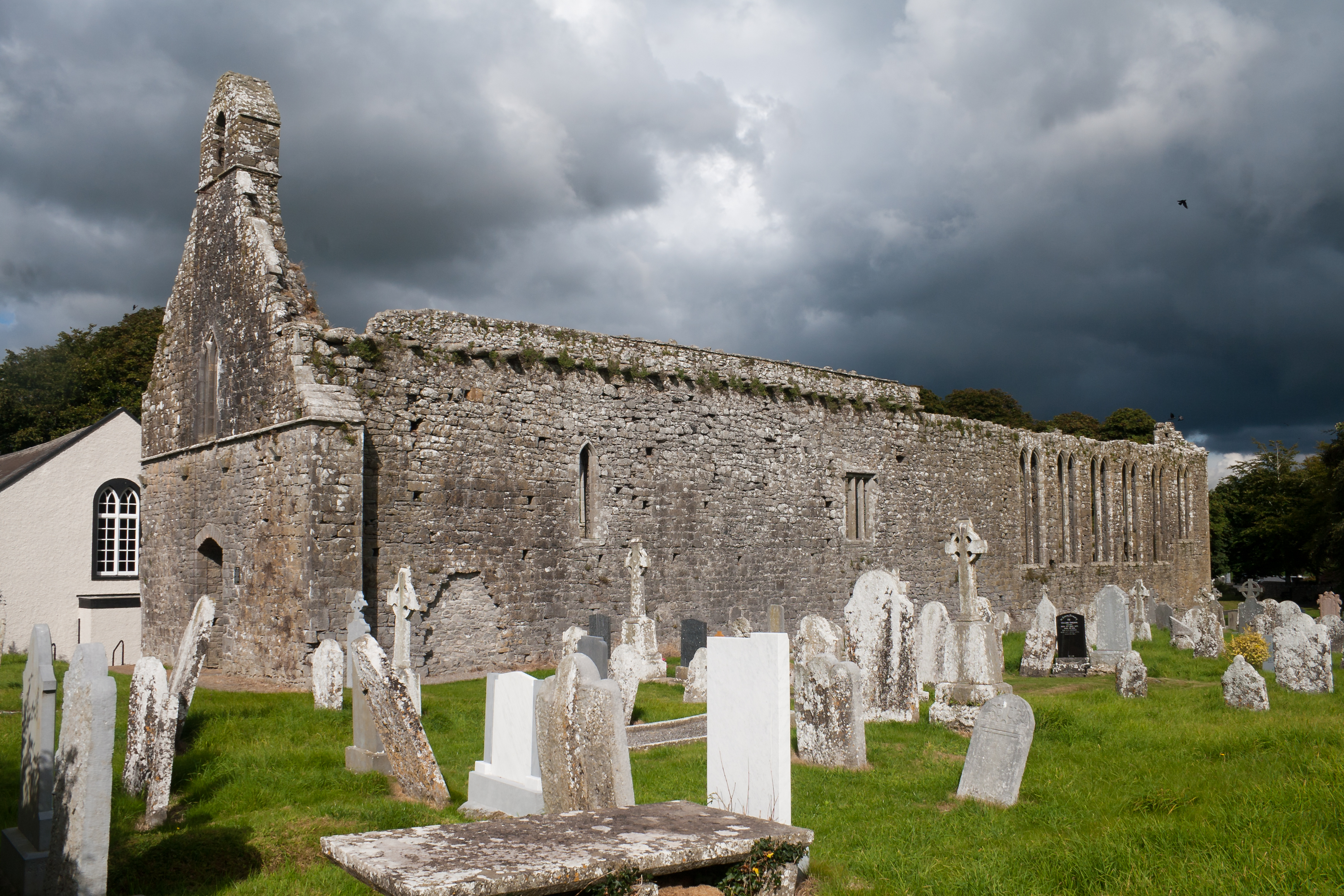
Lorrha, County Tipperary
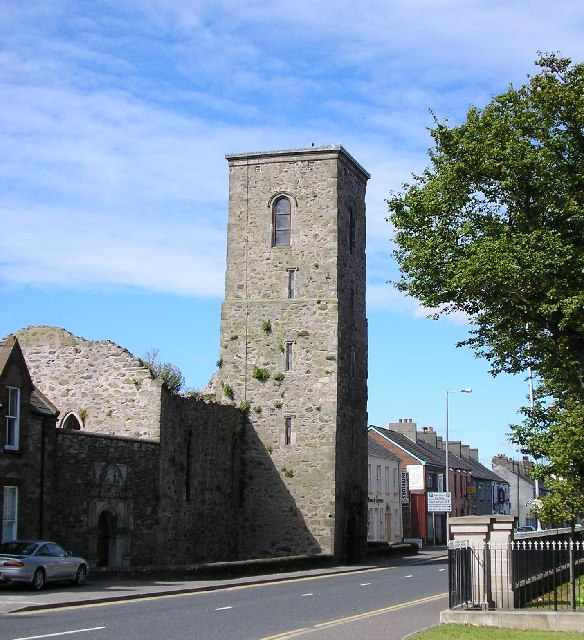
Newtownards, County Down
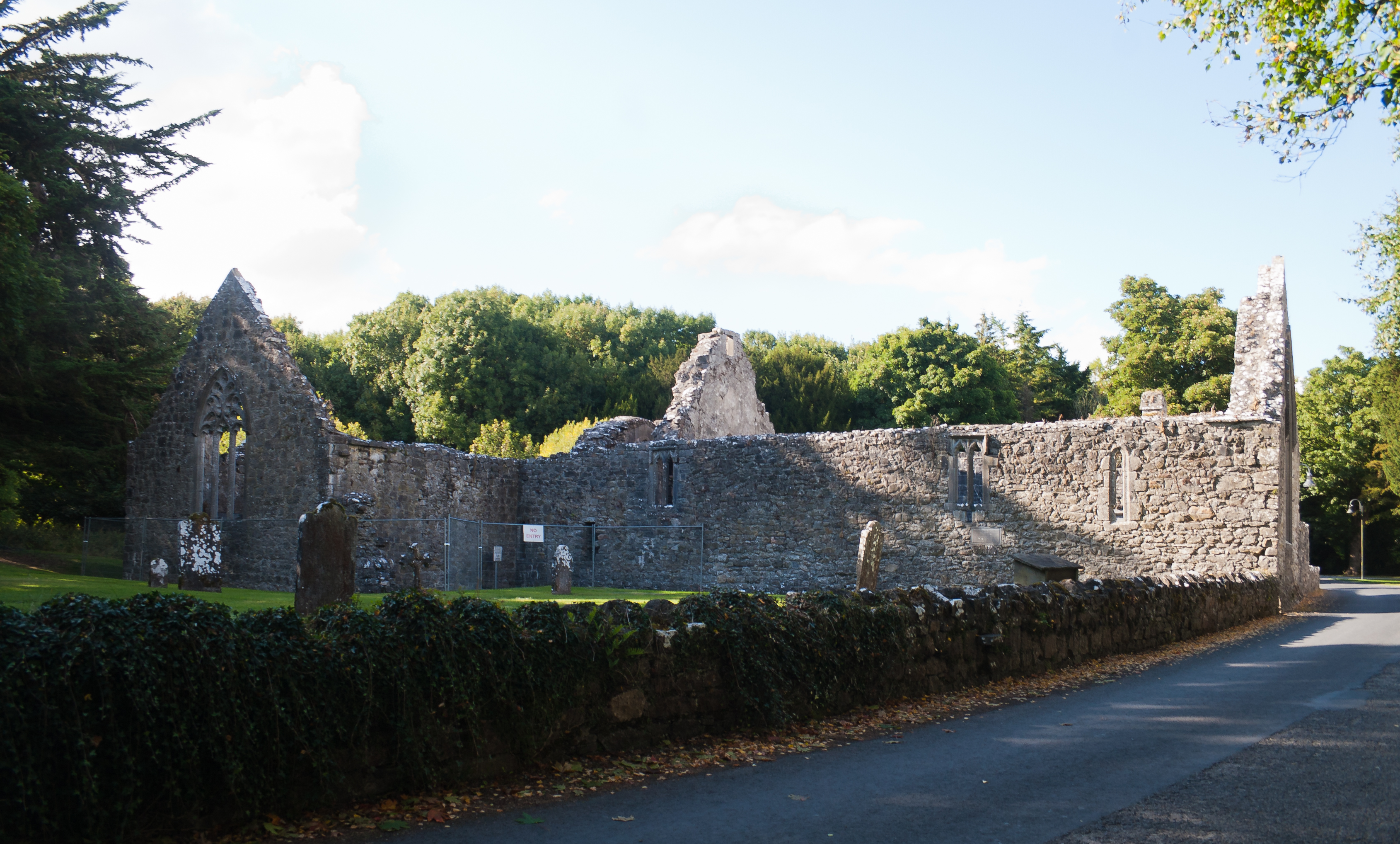
Portumna, County Tipperary,
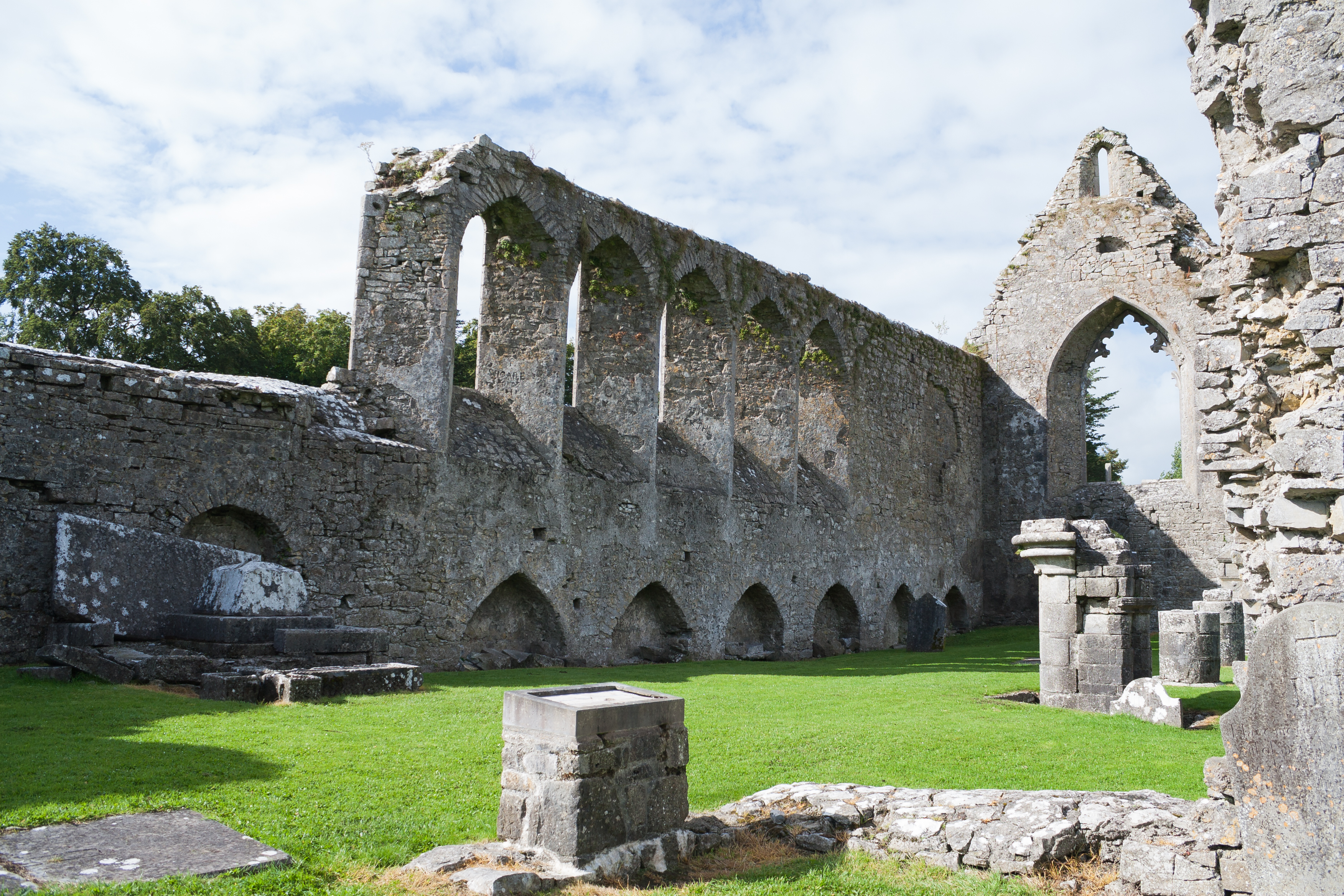
Roscommon, County Roscommon
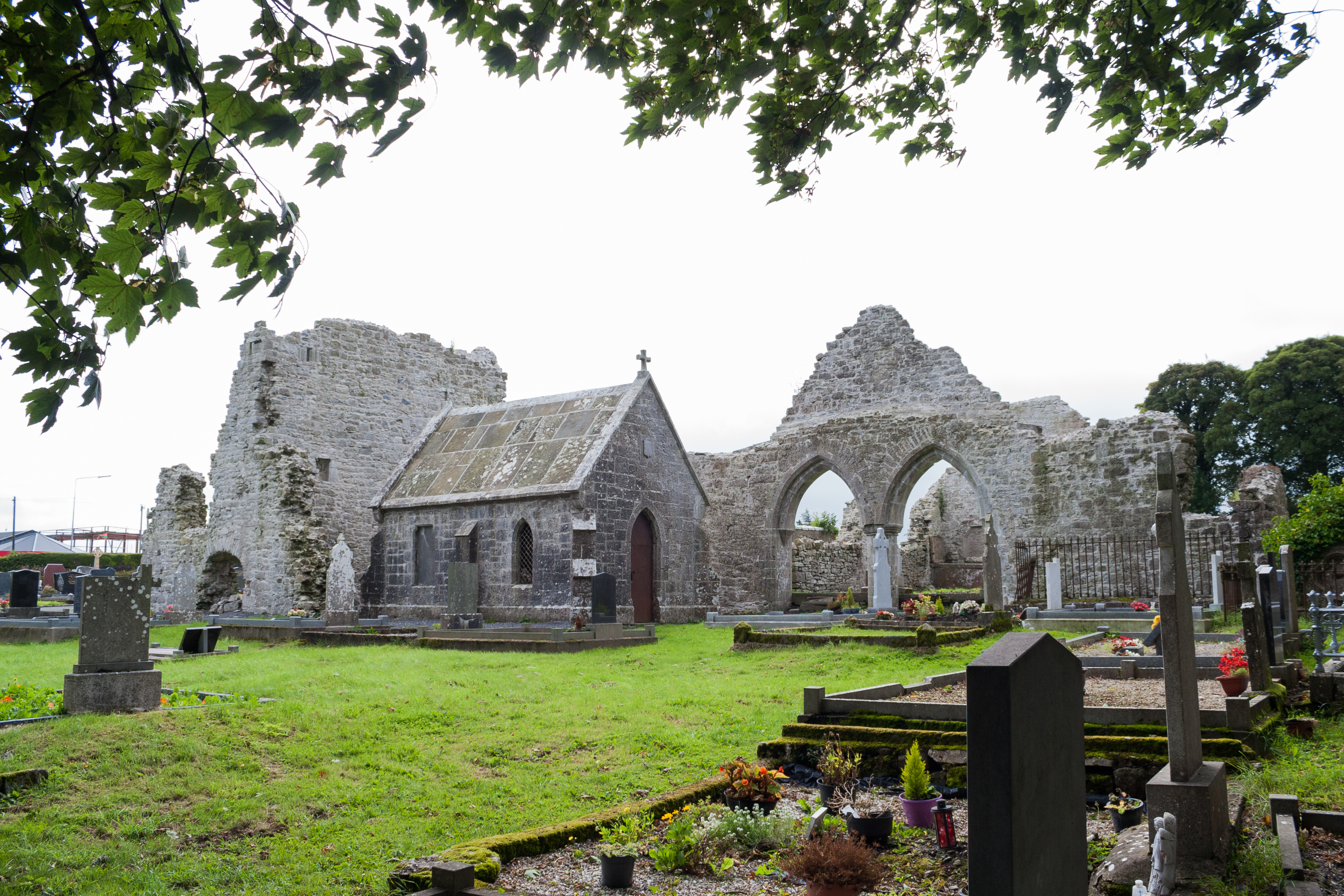
Tulsk, County Roscommon
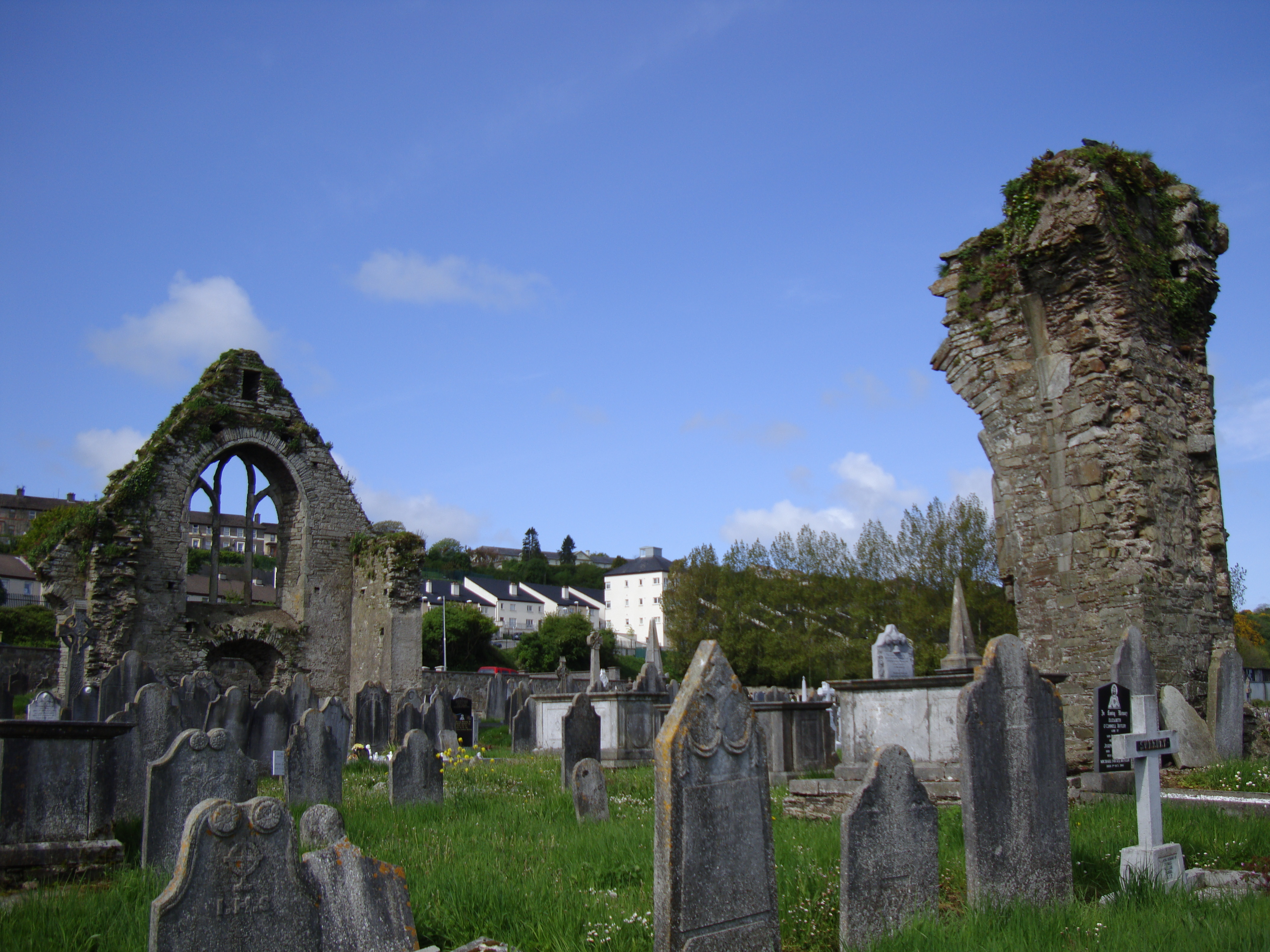
Youghal, County Cork